# Muhammad Bahawal Khan I.
Nawab Amir Muhammad Bahawal Khan I. (* 1715; † 12. Juni 1750 in Bahawalpur) war der älteste von 3 Söhnen des 1. Nawab von Bahawalpur Sadiq Muhammad Khan I. Von den Stämmen gewählt, wurde er nach des Vaters Tod am 11. April 1746 sein Nachfolger, er wurde Emir. Nach dem Verlust von Derawar Fort 1747 begründete Muhammad Bahawal Khan I. 1748 in Bahawalpur seine neue Hauptstadt, wo er am 12. Juni 1750 starb. Nachfolger wurde sein jüngerer Bruder Muhammad Mubarak Khan II.